# Círculo de la Fuerza Aérea
El Círculo de la Fuerza Aérea es una institución social del personal militar de oficiales de la Fuerza Aérea Argentina con sede central en Retiro, Ciudad Autónoma de Buenos Aires.

## Reseña
Creado el Círculo de Aeronáutica el 17 de mayo de 1946 por resolución del brigadier general Bartolomé de la Colina. Fue inaugurado con sede central en el ex Club Alemán de Retiro. Desde el 5 de agosto de 1976 cambió su denominación a Círculo de la Fuerza Aérea.
Bajo su dependencia se hallan la Biblioteca Nacional de Aeronáutica y siete sedes en Gran Buenos Aires y el Interior, brindando servicios de esparcimiento para sus socios y familias.